# Gustav von Stiehle
Friedrich Wilhelm Gustav von Stiehle (ur. 14 sierpnia 1823 w Erfurcie, zm. 15 listopada 1899 w Berlinie) – generał piechoty Armii Cesarstwa Niemieckiego, uczestnik wojny prusko-austriackiej i wojny francusko-pruskiej, Generalny Inspektor Korpusu Inżynierów, Pionierów i Twierdz w latach 1886-1888.

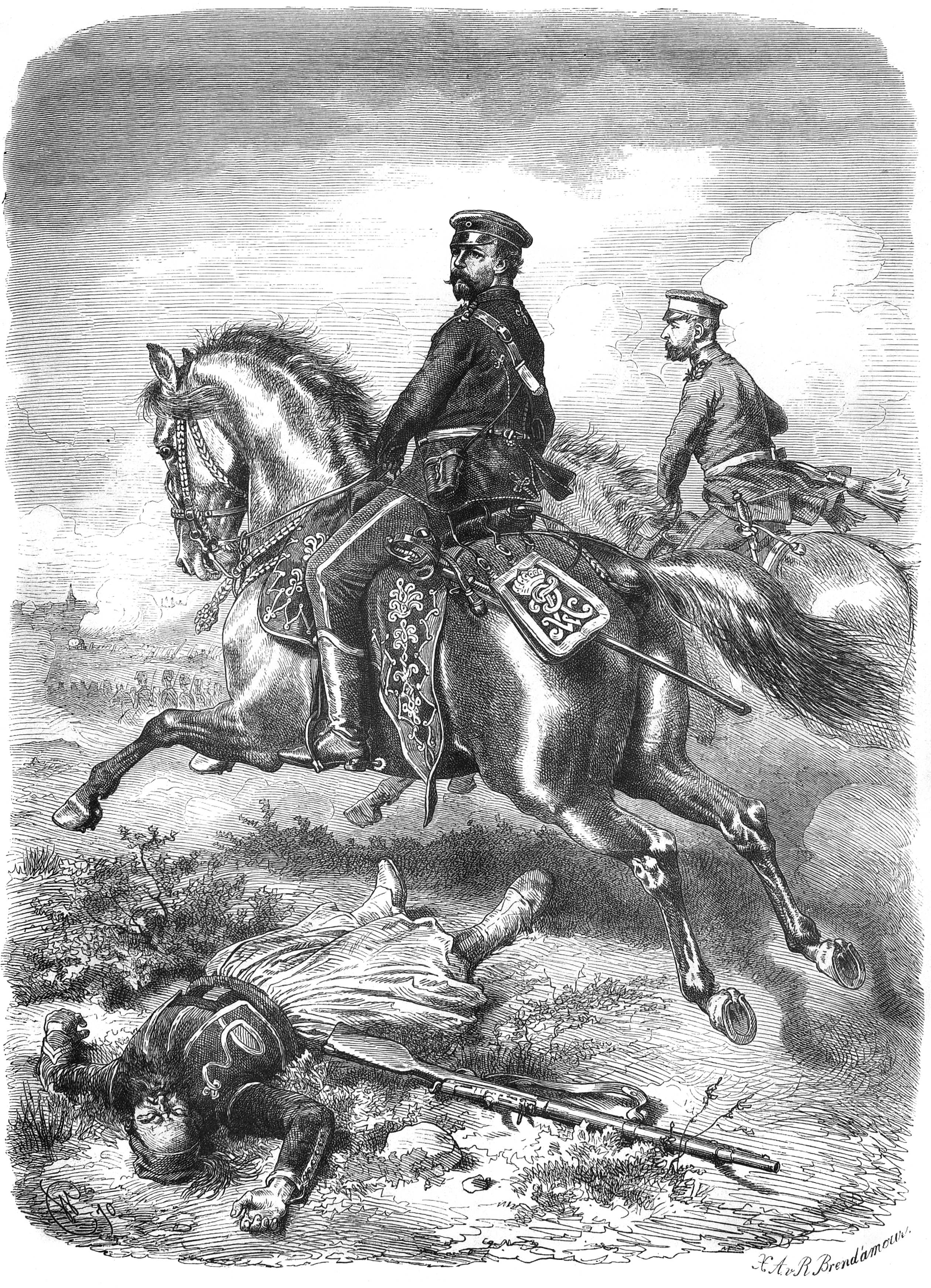
Dowódca II Armii książę Fryderyk Karol i jego szef sztabu gen. von Stiehle (po prawej).

## Życiorys
Rozpoczął służbę wojskową w 1840 roku w 21. Pułku Piechoty, a już rok później otrzymał pierwszy stopień oficerski (niem. Secondelieutnant). W latach 1844-1847 uczęszczał na kursy w Szkole Wojennej w Berlinie. W 1848 roku uczestniczył w tłumieniu powstania wielkopolskiego. Za swoje zasługi podczas bitwy pod Sokołowem został odznaczony Orderem Orła Czerwonego. W 1852 roku przydzielony do służby w Sztabie Generalnym. Równocześnie wykładał taktykę w szkole artylerii, awansując na kapitana (niem. Hauptmann) w 1855 roku. W 1857 roku został przeniesiony do sztabu IV Korpusu Armijnego, a rok później został dowódcą kompanii w 7. Pułku Grenadierów. W kolejnych latach współpracował z gen. Eduardem von Peuckerem przy reformie szkolnictwa wojskowego. Po awansie na stopień majora objął kierownictwo nad szkołą wojskową w Poczdamie, a następnie został dyrektorem placówki w Nysie. W 1861 roku powrócił do służby w Sztabie Generalnym. W trakcie wojny duńskiej był oficerem w sztabie armii feldmarszałka Friedricha von Wrangla. Po zakończeniu konfliktu otrzymał stopień podpułkownika (niem. Oberstleutnant) i został adiutantem króla Wilhelma. W trakcie wojny z austrią, w stopniu pułkownika (niem. Oberst) towarzyszył władcy na froncie, a następnie został obserwatorem w Armii Łaby, z którą walczył w bitwie pod Sadową. Po awansie na pułkownika (niem. Oberst) w 1868 roku został dowódcą 4. Pułku Grenadierów Gwardii, a w 1869 roku powrócił do Sztabu Generalnego. Po wybuchu wojny z Francją został szefem sztabu II Armii, dowodzonej przez księcia Karola Fryderyka. W trakcie kampanii awansował na stopień generała majora (niem. Generalmajor). Uczestniczył w obleganiu Metz, a w październiku 1870 roku przyjął akt kapitulacji twierdzy, wręczony mu przez marszałka François Achille Bazaine. W 1871 roku został Dyrektorem Departamentu Generalnego w Ministerstwie Wojny, a w 1873 roku został Inspektorem Jegrów i Strzelców. Po awansie na generała porucznika (niem. Generalleutnant) w 1875 roku, został dowódcą 7. Dywizji Piechoty. W latach 1881-1886 dowodził V Korpusu Armijnego w Poznaniu, gdzie uzyskał stopień generała piechoty (niem. General der Infanterie). Od 1886 roku do przejścia w stan spoczynku w 1888 roku był Generalnym Inspektorem Korpusu Inżynierów, Pionierów i Twierdz. W 1899 roku twierdza w Pillau została nazwana jego imieniem.

## Odznaczenia
Odznaczenia gen. von Stiehle to między innymi:
- Order Orła Czerwonego I klasy z mieczami
- Wielki Komtur Orderu Hohenzollernów
- Order Pour le Mérite z liśćmi dębu
- Order Orła Czerwonego II klasy z liśćmi dębu i mieczami
- Order Orła Czerwonego III klasy ze wstęgą i mieczami
- Order Królewski Korony z gwiazdą i mieczami
- Krzyż Żelazny I klasy
- Order Hohenzollernów Ordynku Książęcego II klasy z mieczami
- Komandor II klasy Orderu Alberta Niedźwiedzia (Anhalt)
- Komandor II klasy Orderu Lwa Zeryngeńskiego z liśćmi dębu (Badenia)
- Komandor Orderu Leopolda (Belgia)
- Komandor I klasy Orderu Henryka Lwa (Brunszwik)
- Krzyż Wielki Orderu Zasługi Filipa Wspaniałomyślnego (Hesja)
- Krzyż Zasługi Domu Lippe z mieczami (Lippe)
- Medal Zasługi Wojskowej z mieczami (Schaumburg-Lippe)
- Krzyż Zasługi Wojskowej I klasy (Meklemburgia)
- Kawaler Orderu Korony Żelaznej II klasy z dekoracją wojenną (Austro-Węgry)
- Krzyż Wielki Orderu Franciszka Józefa (Austro-Węgry)
- Komandor I klasy Orderu Domowego i Zasługi z mieczami (Oldenburg)
- Order Świętego Jerzego IV klasy (Imperium Rosyjskie)
- Order Świętej Anny I klasy (Imperium Rosyjskie)
- Krzyż Wielki Orderu Alberta z dekoracją wojenną (Saksonia)
- Krzyż Wielki Orderu Sokoła Białego (Saksonia)
- Krzyż Zasługi II klasy (Schwarzburg)
- Komandor Krzyża Wielkiego Orderu Miecza (Szwecja)
- Komandor Orderu Korony Wirtemberskiej (Wirtembergia)